# بندكت الثامن

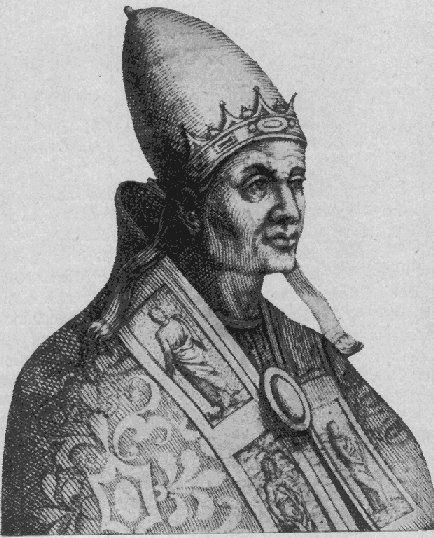

بِنِدِكْت أو بنديكتوس الثامن (توفي 9 أبريل 1024)، ولد باسم تيوفيلاكتوس وتقلد الباباوية بين 1012-1024. كان من عائلة نبيلة من كونتات توسكولوم (ابن غريغوري كونت توسكولوم وشقيق البابا يوحنا التاسع عشر اللاحق) وينحدر من تيوفيلاكت كونت توسكولوم كما كان حال سلفه البابا بنديكتوس السادس (973-974).